# Brudspirea
Brudspirea (Spiraea × arguta) är en hybrid i familjen rosväxter, mellan Spiraea × multiflora och thunbergspirea (S. thunbergii). Arten odlas ofta som trädgårdsväxt i Sverige. 
Brudspirea är en buske med bågböjda grenar. Den blir upp till 2,5 meter hög. Bladen är 15-40 mm långa och 5-15 mm breda, omvänt lansettlika till avlångt omvänt äggrunda, ofta dubbeltandade, de är först duniga men slutligen kala. Blommorna sitter i små kvastar längs grenarna. Blommorna är vita med kronblad som är längre än ståndarna.
Den är mycket lik thunbergspirea (S. thunbergii), men denna blir lägre, upp till 1.5 meter hög och har smalare blad (-7 mm).
Brudspirea förväxlas ofta med hybridspirea (S. × cinerea) och dess sort norskspirea (S. × cinerea 'Grefsheim'), den senare kallas ofta norsk brudspirea på svenska. De har dock blad som är helbräddade eller med 1-3 tänder i spetsen och har ståndare som är längre än kronbladen. Hybridspirean blir sällan högre än 1,5 meter.

### Webbkällor
- Aldén, B. & Ryman, S. (red.) (2005-). ”Svensk Kulturväxtdatabas (SKUD)”. CBM, Alnarp. http://skud.info. Läst 27 juli 2009.